# Doryctes pulchricaudis
Doryctes pulchricaudis är en stekelart som först beskrevs av Szepligeti 1914.  Doryctes pulchricaudis ingår i släktet Doryctes och familjen bracksteklar. Inga underarter finns listade i Catalogue of Life.